# 闵维方
闵维方（1950年10月—），男，黑龙江齐齐哈尔人，中华人民共和国政治人物，中国共产党第十六届、十七届中央委员会候补委员。

## 生平
早年毕业于北京师范大学教育系。1983年，进入美国斯坦福大学，获博士学位。1987年，在德克萨斯大学从事博士后研究，兼任校长助理。1988年，进入北京大学，后升任高等教育科学研究所所长。1994年，担任北京大学校长助理。1995年，任北京大学副校长、教育学院院长。2002年4月至2011年8月期间任北京大学党委书记。